# Элефтере (Кавала)
Элефтере́ (греч. Ελευθεραί) — село в Греции. Административно относится к общине Пангеон в периферийной единице Кавала в периферии Восточная Македония и Фракия. Расположено на высоте 60 м над уровнем моря, у подножья гор Символон, на правом берегу реки Элефтере, впадающей в бухту Элефтере залива Кавала у города Неа-Перамос. Население 1303 человека по переписи 2011 года. Площадь 20,281 км².

## Население
| Год  | Население, человек |
| ---- | ------------------ |
| 1991 | 1341               |
| 2001 | 1287               |
| 2011 | ↗ 1303             |